# Tekenye, Zala
Tekenye  este un sat în districtul Zalaszentgrót, județul Zala, Ungaria, având o populație de 440 de locuitori (2011). 

## Demografie
Componența etnică a satului Tekenye
     Maghiari (98,74%)
     Germani (1,26%)
Componența confesională a satului Tekenye
     Romano-catolici (80%)
     Fără religie (4,55%)
     Reformați (1,59%)
     Necunoscută (13,86%)
Conform recensământului din 2011, satul Tekenye avea 440 de locuitori. Din punct de vedere etnic, majoritatea locuitorilor (98,74%) erau maghiari, cu o minoritate de germani (1,26%).  Din punct de vedere confesional, majoritatea locuitorilor (80,0%) erau romano-catolici, existând și minorități de persoane fără religie (4,55%) și reformați (1,59%). Pentru 13,86% din locuitori nu este cunoscută apartenența confesională.